# لنین الرملی
لنین الرملی (انگلیسی: Lenin El-Ramly؛ زادهٔ ۱۸ اوت ۱۹۴۵ – درگذشته ۷ فوریه ۲۰۲۰) کارگردان فیلم، نویسنده، و فیلم‌نامه‌نویس اهل مصر بود. او در حوزه‌های طنز، خرسک‌بازی و نقیضه فعال بود.